# Chapelain d'obédience
Le chapelain d'obédience est un prêtre séculier qui se voit confier la desserte des cures des commanderies hospitalières.
Les chapelains n'ont jamais été assez nombreux pour satisfaire aux besoins de l'Ordre aussi le recours à des prêtres séculiers a été une constante régulière, malgré la réticences des règles.

## Histoire
Le droit de patronage, consistait pour le patron de l'église, le droit de présentation en choisissant un clerc et en le présentant à l'évêque qui vérifiait ses capacités. Ce droit que possédait les Hospitaliers sur leurs églises paroissiales comprenait ce droit de nommer les prêtes qui servaient les paroissiens. Le pape Honorius III accorde le 25 juin 1227 le droit aux Hospitaliers le bâtir une église en Espagne en précisant que ces futures églises relevaient directement du Saint-Siège, une dérogation au droit des « ordinaires », mais Alexandre III avait défendu aux Hospitaliers d'instituer des prêtres sans l'accord des évêques sous peine d'excommunication.
Grégoire IX accorde, le 13 avril 1234, le droit de pouvoir présenter ses propres frères prêtres à l'Ordre. Alexandre IV le confirme le 27 juin 1265. Clément IV fait des réserves en demandant aux évêques de vérifier que les chapelains ne se fassent pas remplacer au prétexte qu'ils étaient occupés au service des Hospitaliers. Le 18 mai 1267 Urbain IV donne l'autorisation aux Hospitaliers de présenter des prêtres pour les cures de Sacy et d'Anierville, aux évêques d'Auxerre et de Châlons-en-Champagne, dont ils étaient patrons et disposaient du droit de présentation. Cette indécision du Saint-Siège avait au moins l'avantage de satisfaire les uns sans mécontenter les autres.

## Sources
- Nicole Bériou (dir. et rédacteur), Philippe Josserand (dir.) et al. (préf. Anthony Luttrel & Alain Demurger), Prier et combattre : Dictionnaire européen des ordres militaires au Moyen Âge, Fayard, 2009, 1029 p. (ISBN 978-2-2136-2720-5, présentation en ligne)
- Alain Demurger, Les Hospitaliers, Paris, Tallandier, 2013